# Sukhoi Su-47
O Sukhoi Su-47, anteriormente conhecido como S-37 berkut, é um caça, tendo nos comandos de voo o sistema de controle por cabo elétrico, em inglês chamado de fly-by-wire. Isso significa que todos os cabos, polias e outros dispositivos mecânicos responsáveis pela movimentação das seções de controle da aeronave são substituídos por um sistema eletrônico, onde um computador recebe os comandos oriundos do manche - ou pedais da aeronave - e os repassa às partes móveis ( com as devidas correções e /ou ajustes)
"Berkut" significa águia dourada em russo. O primeiro voo decorreu em setembro de 1997, ainda com a designação de S-37, e primeiro estágio dos testes de voo foi concluído em 2001. Algumas das características do Su-27 (designação da OTAN: Flanker) foram aplicadas no Berkut, sendo estas o canopi (cabine), o trem de pouso e o estabilizador duplo.

## Descrição

### Tipo de asas
Estas são do tipo FSW (Forward-Swept Wing ou asa com enflechamento negativo), sendo facilmente reconhecido devido a esta característica. Asas FSW são "enflechadas" no sentido contrário ao usual, ou seja, para a frente. Este conceito de já é estudado pelos projetistas de caças há muitos anos, mas somente nos anos recentes e com o emprego da computação na correção dinâmica do voo é que passou a ser utilizado de forma realmente prática. Asas deste tipo proporcionam grande manobrabilidade mesmo a velocidades reduzidas, próximas ao do "stall" (estol). Todavia, sem uma correção assistida, ela se torna perigosamente instável sobre certas condições. O uso de materiais compostos para a diminuição da esteira de turbulência gerada pela asa também foi um avanço que possibilitou a construção do Su-47.
Ao comparar um par de asas invertidas, como as do Su-47, com um par comum, encontram-se algumas vantagens, sejam estas: maior sustentação, alcance subsônico, capacidade de manobra, resistência ao "spinning", estabilidade em ângulos maiores de ataque, menor velocidade para o "stall" e espaço de pista necessário quer para a decolagem quer para a aterragem.
Asas neste sentido conferem ao Berkut uma extrema capacidade de manobra em velocidades subsônicas, podendo mudar rapidamente o ângulo de ataque e a linha de seu voo. Esta capacidade é essencial para a superioridade aérea, pois abre mais possibilidades de lançamento de mísseis, bombas e disparo do canhão.
O piloto do Berkut pode rapidamente mudar o seu alvo, engajando outro logo após ter feito o disparo contra o primeiro. A possibilidade de curva rápida também é um fator importante para a aquisição de novos alvos.
Os painéis das asas do Berkut são constituídos por 90% de materiais compostos. A estrutura da fuselagem é, predominantemente, composta por alumínio e titânio, mais 13% de materiais compostos.
Também deve-se contar que este tipo de caça, de momento, é apenas experimental, pois o seu tipo de asas proporciona grande e perigosa instabilidade em altas velocidades.

#### Outros caças da mesma família:
- Su-24
- Su-25
- Su-27
- Su-30
- Su-33
- Su-34
- Su-35
- Su-37
- Su-57 "Felon"
- Su-75 "Checkmate"

#### Páginas relacionadas:
- Sukhoi
- Aeronave experimental
- Asa com enflechamento negativo